# گلن فورک (کنتاکی)
گلن فورک (به انگلیسی: Glens Fork) یک منطقهٔ مسکونی در ایالات متحده آمریکا است که در شهرستان ادیر، کنتاکی واقع شده‌است. گلن فورک ۲۴۶٫۸۹ متر بالاتر از سطح دریا واقع شده‌است.